# Detjam do 16...
Detjam do 16... (russisk: Детям до 16…) er en russisk spillefilm fra 2010 af Andrej Kavun.

## Medvirkende
- Dmitrij Kubasov som Kiril
- Pavel Prilutjnyj som Maksim
- Ljanka Grju som Darja
- Anna Starshenbaum som Leja
- Aleksej Gorbunov